# Canala magna
Canala magna là một loài nhện trong họ Desidae.
Loài này thuộc chi Canala. Canala magna được miêu tả năm 1924 bởi Lucien Berland.